# وادي كساب
وادي كَسّاب وادٍ تونسي يقع على الحدّ بين ولايتي باجة وجندوبة، وهو يصب في وادي مجردة، ويقع عليه سد كسّاب.